# Scharnhorst, Celle
Scharnhorst (Landkreis Celle) este o comună din districtul rural (Landkreis) Celle, landul Saxonia Inferioară, Germania.